# Cacine
Cacine és una vila i un sector de Guinea Bissau, situat a la regió de Tombali. Té una superfície 613 kilòmetres quadrats. En 2008 comptava amb una població de 15.424 habitants.